# Adeje
Adeje je jednou z 31 obcí na španělském ostrově Tenerife. Nachází se na jihu ostrova, sousedí s obcemi Guía de Isora, La Orotava, Vilaflor a Arona. Její rozloha je 105,95 km², v roce 2020 měla obec 47 869 obyvatel. Je součástí jihozápadní comarcy Isora. Stejně jako celý pro celý jih ostrova je pro Adeje významný turistický ruch.